# دورنمای شهری

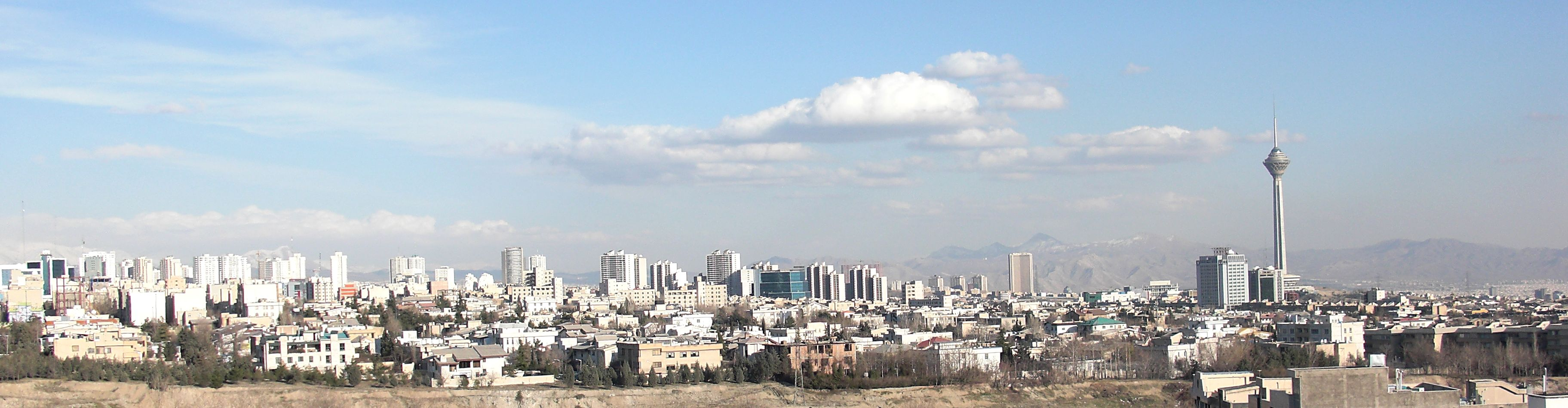
دورنمای شهر تهران

مقصود از دورنمای شهری چشم‌انداز بلندترین ساختمان‌ها و سازه‌های شهرهای دارای آسمان‌خراش است که از دور و در زمینه آسمان دیده می‌شود.
دورنمای ویژه هر شهر معمولاً به عنوان امضا و شناسه هر شهر بزرگ به‌شمار می‌آید.

## دورنمای خیابانی

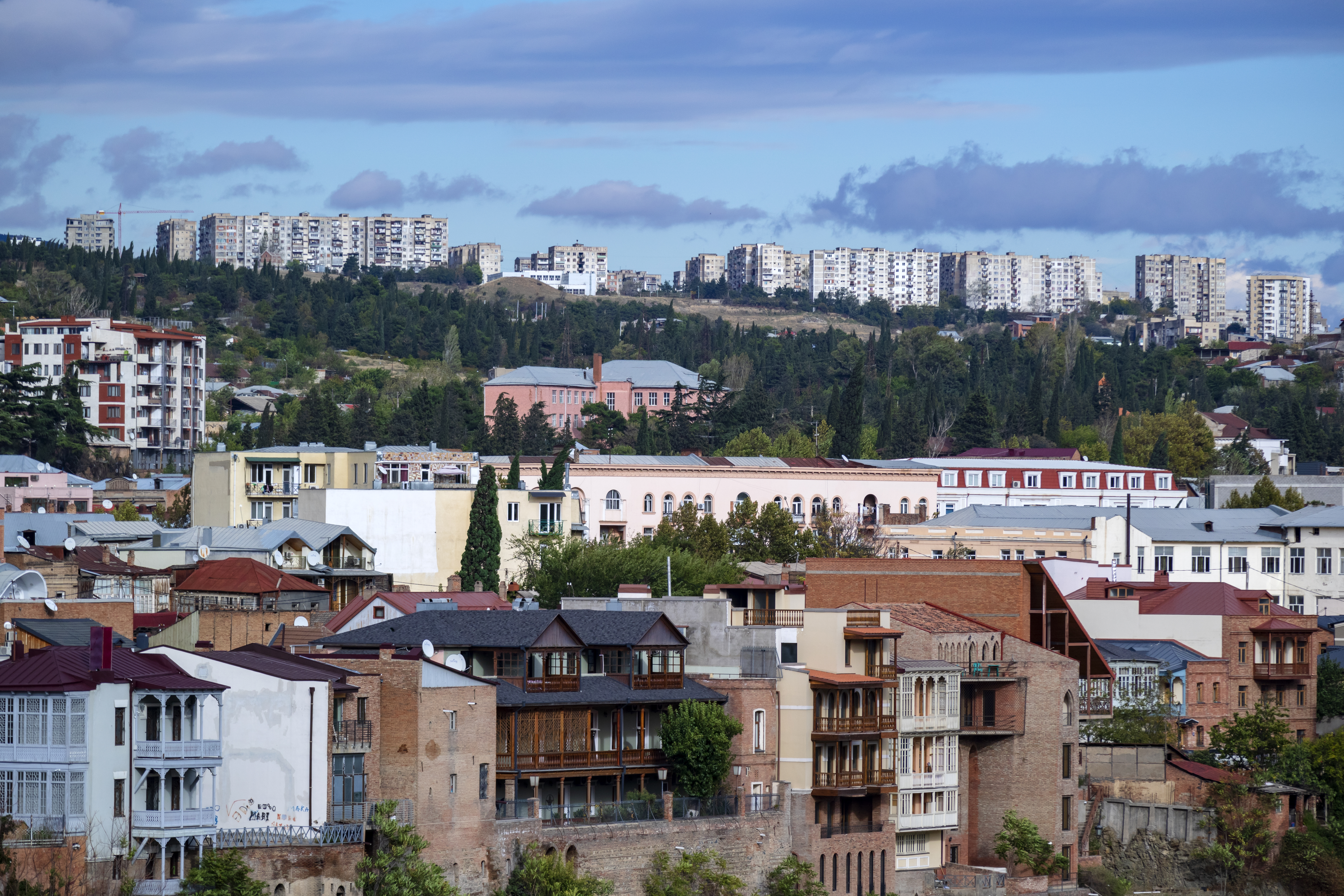
دورنمایی از بافت جدید و قدیم تفلیس پایتخت گرجستان

دورنمای خیابانی حد فوقانی تاج ساختمان‌ها و فصل مشترک کالبد خیابان با آسمان است.
این خطوط خط پایه و خط ترکیب از اجزای خط آسمان هستند. خط پایه حدفوقانی جداره قائم بنا است و خط ترکیب حد نهایی جداره عقب نشسته یا مرز بام قابل رویت در زمینه آسمان است.
این عنصر کالبدی شامل مجموعه احجامی است که در ترکیب بام بناها با ابنیه بلندتر مستقر در پشت جداره دیده می‌شود. عنصر کالبدی دورنمای، تجلی گاه ترکیب فرم در کالبد خیابان به‌شمار می‌رود و نماد نظم یا تنوع در سیمای خیابان است.